# 農業漁業食料省
農業漁業食料省（のうぎょうぎょぎょうしょくりょうしょう、スペイン語: Ministerio de Agricultura, Pesca y Alimentación、略称：MAPA）はスペインの行政機関の一つである。農業、畜産、漁業、食品産業や農村開発などを所管している。現在の大臣はルイス・プラナス。 

## 組織
以下の内部組織によって構成されている。 
- 農業食料事務総局 
  - 農産物・市場総局
  - 農産物の衛生総局
  - 農村開発・イノベーション・林政総局
  - 食品産業総局
- 漁業事務総局 
  - 水産資源総局
  - 漁業・水産養殖総局
- 農業漁業食料次官官房 
  - 農業省技術事務局
  - サービス総局

## 歴代大臣
| 氏名             | 氏名                                     | 所属政党 | 在任期間       | 在任期間       | 内閣                              |
| 農業大臣         | 農業大臣                                 | 農業大臣 | 農業大臣       | 農業大臣       | 農業大臣                          |
| ---------------- | ---------------------------------------- | -------- | -------------- | -------------- | --------------------------------- |
|                  | ホセ・エンリケ・マルティネス・ジェニック | UCD      | 1977年7月4日   | 1978年2月28日  | 第1次スアレス内閣                 |
|                  | ハイメ・ラモ・デ・エスピノーサ           | UCD      | 1978年2月28日  | 1981年12月2日  | 第1次・第2次スアレス内閣          |
| 農業漁業大臣     |                                          |          |                |                |                                   |
|                  | ホセ・ルイス・アルバレス                 | UCD      | 1981年12月2日  | 1982年9月13日  | カルボ＝ソテーロ内閣              |
|                  | ホセ・ルイス・ガルシア・フェレロ         | UCD      | 1982年9月13日  | 1982年12月2日  | カルボ＝ソテーロ内閣              |
|                  | カルロス・ロメロ・エレーラ               | PSOE     | 1982年12月3日  | 1991年3月12日  | 第1次・第2次・第3次ゴンザレス内閣 |
|                  | ペドロ・ソルベス                         | PSOE     | 1991年3月12日  | 1993年7月13日  | 第3次ゴンザレス内閣               |
|                  | ヴィチェンテ・アルベロ                   | PSOE     | 1993年7月13日  | 1994年5月6日   | 第4次ゴンザレス内閣               |
|                  | ルイス・マリア・アティエンサ             | PSOE     | 1994年5月6日   | 1996年5月5日   | 第4次ゴンザレス内閣               |
|                  | ロヨラ・デ・パラシオ                     | PP       | 1996年5月5日   | 1999年4月30日  | 第1次アスナール内閣               |
|                  | ヘスス・ポサーダ                         | PP       | 1999年4月30日  | 2000年4月27日  | 第1次アスナール内閣               |
|                  | ミゲル・アリアス・カニェーテ             | PP       | 2000年4月28日  | 2004年4月17日  | 第2次アスナール内閣               |
|                  | エレナ・エスピノーサ                     | PSOE     | 2004年4月17日  | 2008年4月13日  | 第1次サパテロ内閣                 |
| 環境農村海洋大臣 |                                          |          |                |                |                                   |
|                  | エレナ・エスピノーサ                     | PSOE     | 2008年4月14日  | 2010年10月20日 | 第2次サパテロ内閣                 |
|                  | ローザ・アギラール                       | PSOE     | 2010年10月20日 | 2011年12月22日 | 第2次サパテロ内閣                 |
| 農業食料環境大臣 |                                          |          |                |                |                                   |
|                  | ミゲル・アリアス・カニェーテ             | PP       | 2011年12月22日 | 2014年4月28日  | 第1次ラホイ内閣                   |
|                  | イサベル・ガルシア・テヘリナ             | PP       | 2014年4月28日  | 2016年11月4日  | 第1次ラホイ内閣                   |
| 農業漁業食料大臣 |                                          |          |                |                |                                   |
|                  | イサベル・ガルシア・テヘリナ             | PP       | 2016年11月4日  | 2018年6月1日   | 第2次ラホイ内閣                   |
|                  | ルイス・プラナス                         | PSOE     | 2018年6月7日   |                | 第1次サンチェス内閣               |